# Viện Công nghệ Ladkrabang của vua Mongkut
Viện Công nghệ Ladkrabang của vua Mongkut (KMITL hay KMIT Ladkrabang rút gọn) là một tổ chức nghiên cứu và giáo dục ở Thái Lan. Nó nằm ở quận Lat Krabang, Bangkok cách trung tâm thành phố khoảng 30 km về phía đông. Viện bao gồm bảy khoa: kỹ thuật, kiến trúc, công nghệ nông nghiệp, khoa học, giáo dục công nghiệp, công nông nghiệp, công nghệ thông tin và nghệ thuật tự do.